# Phalloptychus
Phalloptychus – rodzaj ryb karpieńcokształtnych z rodziny piękniczkowatych (Poeciliidae).

## Klasyfikacja
Gatunki zaliczane do tego rodzaju:
- Phalloptychus eigenmanni
- Phalloptychus iheringii
- Phalloptychus januarius – styczniówka[3]